# Alan Hoffman
Pour les articles homonymes, voir Hoffman.
Alan Jerome Hoffman, né le 30 mai 1924 à New York et mort le 18 janvier 2021, est un mathématicien américain, IBM Fellow émérite au Thomas J. Watson Research Center, d'IBM à Yorktown Heights, État de New York.

## Biographie
Alan Jerome Hoffman obtient un Bachelor en 1947, et un Ph. D. en 1950 à l'université Columbia sous la direction d'Edgar Raymond Lorch (titre de la thèse : On the Foundations of Inversion Geometry). De 1950 à 1951, il est membre de l'Institute for Advanced Study à Princeton, de 1951 à 1956 il travaille comme mathématicien au National Bureau of Standards à Washington, D.C. ; il est officier de liaison scientifique à l'Office of Naval Research à Londres en 1956-57, puis consultant à la General Electric Company, New York de 1957 à 1961. En 1961, il rejoint IBM comme chercheur au Thomas J. Watson Research Center, d'IBM à Yorktown Heights, où il est IBM Fellow, Emeritus depuis 2002.
Simultanément, Alan Hoffman est Adjunct professor à l'Université de la ville de New York (CUNY) de 1965 à 1976, et professeur adjoint ou professeur invité au Technion (1965), à l'université Yale (1980-1991), l'université Stanford, (1980-1991), l'université Rutgers (1990-1996) et au Georgia Institute of Technology (1992-1993). Il encadre une quinzaine d'étudiants en thèse, principalement à l'université de la ville de New York.

## Contributions

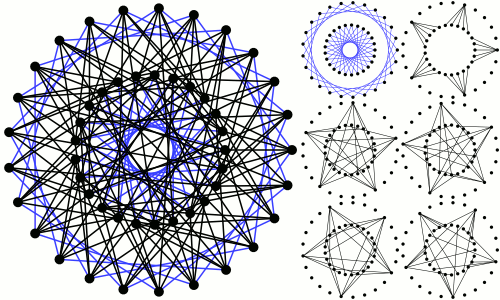
Graphe de Hoffman-Singleton.

Les travaux de Hoffman portent entre autres sur l'algèbre linéaire, l'optimisation linéaire, la théorie des graphes, la combinatoire et la géométrie. Hoffman est détenteur de sept brevets sur des algorithmes mathématiques, et auteur de plus de 160 articles scientifiques. Il est éditeur-fondateur du journal Linear Algebra and its Applications.
Hoffman et son élève Robert Singleton sont connus pour avoir construit le graphe de Hoffman-Singleton qui est l'unique graphe de Moore de degré 7 et de diamètre 2.

## Prix et distinctions
- 1978 : IBM Fellow[6].
- 1982 : Membre de l'Académie nationale des sciences
- 1982 : Fellow de l'Académie américaine des arts et des sciences
- 1986 : docteur honoris causa du Technion
- 1992 : Prix de théorie John-von-Neumann avec Philip Wolfe

## Publications (sélection)
- (en) A. J. Hoffman et W. Jacobs, « Smooth patterns of production », Management Science, vol. 1, no 1,‎ 1954, p. 86-91.
- (en) A. J. Hoffman et R. Songleton, « On Moore Graphs with diameters 2 and 3, », IBM J. Res. and Dev., vol. 4, no 5,‎ 1960, p. 497-504.
- (en) A. J. Hoffman et P. Wolfe, « History », dans E. L. Lawler,  J. K. Lenstra, A. H. G. Rinnooy Kan et D. B. Shmoys (éditeurs), The Traveling Salesman Problem, New York, John Wiley & Sons, 1985.